# بادي تيم 12
فريق الجسم 12 (بالإنجليزية: Body Team 12) هو فيلم وثائقي صدر في سنة 2015.

## وصلات خارجية
- بادي تيم 12 على موقع IMDb (الإنجليزية)
- بادي تيم 12 على موقع فيلمافينيتي (الإسبانية)
- بادي تيم 12 على موقع قاعدة بيانات الفيلم (الإنجليزية)
- بادي تيم 12 على موقع ليتربوكسد (الإنجليزية)
- بادي تيم 12 على موقع كينوبويسك (الروسية)